# Ilyushin Il-20 (1948)
Để biết thêm chi tiết về một mẫu máy bay ELINT có cùng tên trong thập kỷ 1970, xem Ilyushin Il-20 II&III
Ilyushin Il-20 là một nguyên mẫu máy bay cường kích của Liên Xô, được sản xuất năm 1948.

## Thiết kế và phát triển
Đây là một máy bay cường kích (tấn công mặt đất) được bọc giáp, nó sẵn sàng cho các cuộc thử nghiệm cấp nhà nước vào năm 1948, mẫu máy bay này được coi như một kiểu 'phụ' nặng hơn của Il-10 (lúc đó đang hoạt động trong các đơn vị chiến đấu) và Il-10M (đã sẵn sàng để sản xuất). Il-20 khác với những máy bay được chế tạo trước đó bởi buồng lái dành cho phi công, buồng lái được đặt ngay trên động cơ ở phần cao nhất của mũi máy bay và điều này tạo tầm nhìn về phí trước không giới hạn cho phi công. Động cơ và buồng lái có chung lớp giáp bảo vệ. Bộ bánh đáp co thể chuyển động được.
4 khẩu pháo 23mm NS-23 có thể chuyển động được, chúng được đặt trong cánh. Il-20 có thể mang được 1.190 kg bom trên các giá treo ngoài (lên đến trên 500 kg mỗi giá treo) và những rocket loại RS không dẫn đường.
Khoang dành cho xạ thủ súng máy hoàn toàn riêng biệt với khoang dành cho phi công. Xạ thủ được bố trí trong một tháp súng với một khẩu pháo NS-23. Những vũ khí để tự phòng vệ bao gồm thiết bị phóng DAG-10 để phóng lựu đạn AG-2.
Chuyến bay đầu tiên diễn ra vào ngày 5 tháng 12-1948, do phi công thử nghiệm Vladimir Kokkinaki điều khiển, và máy bay bay được trang bị một động cơ piston Mikulin AM-47F. Các chuyến bay thử nghiệm đã chứng minh máy bay có hiệu suất tố (tương tự như Il-10M nhẹ hơn, nhờ vào động cơ mạnh). Nhưng thời đại của những máy bay động cơ piston đã bắt đầu nhường chỗ cho thời đại của máy bay phản lực, và Il-20 không được chấp nhận để sản xuất hàng loạt.

## Thông số kỹ thuật

### Đặc điểm riêng
- Phi đoàn: 2
- Chiều dài: 12.59 m (41 ft 4 in)
- Sải cánh: 17.0 m (55 ft 9 in)
- Chiều cao:
- Diện tích cánh: 44.0 m² (473.61 sq ft)
- Trọng lượng rỗng: 7.500 kg (16.535 lb)
- Trọng lượng cất cánh: 9.820 kg (21.650 lb)
- Trọng lượng cất cánh tối đa:
- Động cơ: 1 × động cơ piston Mikulin AM-47F, 2.700 kW

### Hiệu suất bay
- Vận tốc cực đại: 515 km/h (320 mph)
- Tầm bay: 1.180 km (733 miles)
- Trần bay: 7.750 m (25.450 ft)
- Vận tốc lên cao: 3000 m/8.0 phút và 5000 m/12.5 phút
- Lực nâng của cánh: 216 kg/m²
- Lực đẩy/trọng lượng:

### Vũ khí
- 5 × pháo 23mm NS-23
- 1 × thiết bị phóng lựu đạn DAG-10
- Bom: 1190 kg
- 8 × rocket RS-82 hoặc 4 × RS-132

## Nội dung liên quan

### Máy bay có cùng sự phát triển
- Ilyushin Il-2
- Ilyushin Il-10